# Садченков, Герман Геннадьевич
Герман Геннадьевич Садченков (1963) — российский театральный и кинорежиссёр, драматург и продюсер.
Образование ВГИК им. С. А. Герасимова, ГИТИС им. А. В. Луначарского.
После окончания курса мастер-классов (advanced level) и стажировки в OPERA LINE S.R.L. (Болонья, Италия) получил квалификацию "Режиссёр музыкального театра".
Работал в Московском Академическом театре Оперетты, Московском Академическом музыкальном театре им. К. Станиславского и Вл. Немировича-Данченко, Moscow City Ballet, Trinity Films, Opera Assoluta (Рим, Италия).
Мастер Медиа Института «Останкино» и Высшей школы кино и телевидения.

## Театральные постановки
Некоторые работы в качестве режиссёра и режиссёра-постановщика:
- Московский музыкальный театр имени К. Станиславского и Вл. Немировича-Данченко «Моление о чаше» (Балет, муз В. Кикты) Хореограф-постановщик Народный артист СССР Михаил Лавровский, 1991 год
- Московский театр Оперетты мюзикл «Кафе «КВАРТАЛ» (муз. Дж. Гершвина и других композиторов) Хореограф-постановщик Народный артист СССР Михаил Лавровский, 1992 год
- Большой театр: Гала-концерт с участием Майи Плисецкой, Николая Петрова, Ольги Гуряковой, Владимира Маторина, Ансамбля «Берёзка», Ансамбля им. А. Александрова, оркестра, хора и солистов балета Большого театра и других известных артистов. Дирижёр-постановщик народный артист СССР Марк Эрмлер. 2000 год
- Концертный зал имени П.И. Чайковского Московской филармонии: джазовое ревю «Однажды, когда наступил Джаз» (музыка Г. Миллера) Солисты оперетты, солисты балета, балет, Биг-бэнд п/у Э. Абусалимова, 1992 год; Опера-оратория «Царь Эдип» (муз. Иг. Стравинского) 1993 год; концерты солистов-вокалистов, хора Музыкального театра имени К. Станиславского и Вл. Немировича-Данченко и др.
- Московский театр им. Александра Пушкина: «Бабье поле» (Народная опера по русским обрядовым языческим песням) 1993 год
- Кафедральный собор Римско-католической церкви в Москве: «Библейская оратория» (музыка И.-С. Баха, Хор Государственной Третьяковской галереи п/у А. Пузакова, солисты, камерный оркестр, Капелла мальчиков п/у Н. Камбург) 2001 год
- Московский театр НОВАЯ ОПЕРА:  фильм-кантата «Сергей Прокофьев „Александр Невский“» (солисты, хор, оркестр театра) и др. 2007 год
- Limassol Municipal Garden Theatre: "Stars Of World Ballet «Wings of Dance» (Ведущие солисты балетных театров США, Канады, Бельгии, Испании, России, Украины) Мировая премьера шоу классического балета. 2012 год
- Il Teatro «A. Galli» (Rimini, Italia): «Carmen» Ж. Бизе. Дирижёр-постановщик Massimo Taddia, режиссёр-постановщик Paolo Panizza (Opera Line S.r.l.), 2018

## Фильмы
Режиссёр-постановщик более 30 документальных фильмов об истории и современности. В настоящее время снимает игровое кино.
- «Когда смерть пришла в Багдад» художественный фильм 2022 Производство Италия-Россия[1]
- «Opera Assoluta. Шедевр» (художественно-документальный фильм о проблемах современного музыкального театра с участием известных деятелей искусства) Россия-Италия (Фильм участник международных кинофестивалей в Европе и США 2019—2020 гг.)[2]
- «Машина времени. Всё очень просто» (художественно-документальный фильм)[3]
- «Стук капель по стеклу» Россия-Италия 2019 (художественный фильм)[4]
- Фильм-кантата «Сергей Прокофьев „Александр Невский“» (документальный, музыка)
- «Тайна древних кельтов» (документальный фильм об истории Ирландии) и другие фильмы.

## Работа на телевидении и эстраде
Работал главным режиссёром, художественным руководителем Утреннего канала «Настроение» телеканала «ТВЦ» (Москва), режиссёром-постановщиком телекомпании «ВИД» (Первый канал, Москва), генеральным продюсером московских телекомпаний.
Режиссёр-постановщик (продюсер) телевизионных программ на различных телеканалах России:
- «Клуб путешественников» Авторская программа Юрия Сенкевича Первый канал, Москва;
- ТВ-игра «Голосуй и выигрывай» Ведущий Леонид Якубович, канал БСТ, Уфа;
- ТВ-интеллектуальная игра «Умный нашёлся», канал ТВЦ, Москва;
- «Доктор Курпатов», телеканал «Домашний», Москва. (143 выпуска)

Постановки шоу, концертов и фильмов-концертов:
Режиссёр-постановщик концертов и международных музыкальных шоу на главных сценах Москвы: Кремлёвский Дворец Съездов, Концертный зал «Россия», с/к «Лужники», с/к «Олимпийский», Московский Государственный театр Эстрады, Крокус Сити Холл и фильмов-концертов: «Звезды Авторадио в Кремле», «Здоровое поколение XXI век», церемония награждения журналистской премии «СМИротворец» (2008, 2009) и др.
Самые известные постановки и фильмы-концерты:
- «Дискотека 80-х» (2002, 2004—2019) — Международный музыкальный фестиваль в Олимпийском c 2019 года в ЦCКА АРЕНА
- Режиссёр-постановщик церемоний вручения национальных премий на крупнейших концертных сценах Москвы и России, в том числе Национальная премия в области телевидения «ТЭФИ-регион» в Екатеринбурге, Нижнем Новгороде, Новосибирске
- «Радиомания» Церемония вручения национальной премии в области радиовещания Российской Академии Радио в Crocus City Hall (Москва 2015, 2017, 2018)
- «Энергия Мега-Дэнс в Олимпийском» с участием всемирно известных звёзд современной клубной музыки (Scooter и др.)
- Юбилейный концерт звёзд российской эстрады («Авторадио» — 20 лет и 25 лет) в Crocus City Hall (Москва 2013 и 2018)
- «Андрей Макаревич и Оркестр Креольского танго в Московском Театре Оперетты» (2001)
- "Машина Времени. Лучшие песни в «Олимпийском» (2003)
- "Машина Времени. Концерт на аэродроме Тушино — «Авторадио дарит Машину» (2007)
- «Машина Времени. 40 лет» (2009)
- «Машина Времени» в Киеве на Майдане Незалежности (2012)
- «Машина Времени. 50 лет» (2019)

## Радиотеатр
Режиссёр-постановщик и сценарист радиоспектаклей и радиопрограмм. Самые известные:
- радиоспектакль «Князь Андрей» по роману Л. Н. Толстого «Война и Мир» (исп. народный артист СССР Василий Лановой) 20 серий (Эта работа зарегистрирована в Библиотеке Конгресса США)
- радиоповесть «Настоящая Россия — Исторические хроники» (исп. народный артист СССР Георгий Жженов) 120 серий
- радиоспектакль «Настоящая армия» (история, исп. народный артист СССР Василий Лановой) 100 серий
- радиоповесть «Полвека на службе у Баха» (О жизни и творчестве Народного артиста России органиста Гарри Гродберга) 27 серий
- авторская программа поэта Андрея Дементьева «Виражи времени» на Радио России
- авторская программа легендарного тележурналиста Александра Бовина и др.

Радиоспектакли по произведениям русских писателей.
Режиссёр-постановщик и исполнитель моноспектаклей для радио из коллекции «Антология русской классической литературы» (13 спектаклей. Полный авторский текст. Изданы на CD):
«Преступление и наказание» — Фёдор Достоевский;
«Пиковая Дама», «Борис Годунов» — Александр Пушкин;
«Господа Головлевы» — Михаил Салтыков-Щедрин;
«Ревизор», «Мертвые души», «Вий» — Николай Гоголь;
«Гранатовый браслет» — Александр Куприн;
«Чайка» — Антон Чехов;
«Отцы и дети» — Иван Тургенев;
«Гроза» — Александр Островский;
«Герой нашего времени» — Михаил Лермонтов;
«Горе от ума» — Александр Грибоедов.
Режиссёр-постановщик и исполнитель детских моноспектаклей для радио (Изданы на CD) «Антология русской народной сказки» (57 сказок).

## Литературная работа
Книги публикованы под псевдонимом Герман Сад.
- Роман «Искусство провокации» 2005 г. Изд-во «Кучково поле», переиздание в 2015 (Германия, изд-во Stella)[5]
- Роман «Евангелие отца» 2011 г. Изд-во «Кучково поле»[6]
- Создатель, редактор и креативный директор в течение 5 лет русского журнала на Кипре «Стиль жизни».

## Награды
- Орден «Миротворец»
- Медаль «70 лет Президентскому полку» за документальный сериал «Президентский полк»
- Медаль «За боевое содружество» ФСО России за ряд творческих проектов.
- Диплом Национальной Ассоциации радиовещания (США) за вклад развитие радиовещания.